# مدفع هاوتزر إم 102
كان طراز M102 عبارة عن مدفع هاوتزر بقطر 105 ملم يستخدمه جيش الولايات المتحدة في حرب فيتنام وحرب الخليج الأولى وحرب العراق.
| تاريخ الخدمة                                     |
| ------------------------------------------------ |
| 1964-الأن                                        |
| الحروب                                           |
| -حرب فيتنام -غزو غرينادا -حرب الخليج -حرب العراق |

## نظرة عامة
يتم استخدام مدفع هاوتزر M102 105 ملم في الجو (طائرة هليكوبتر) و الطائرات الهجومية وعمليات المشاة الخفيفة. على العربات الحربيه يكون مصنوع من ألومنيوم خفيف الوزن ، مثبت على آلية الارتداد. يمكن تحميل هذا السلاح يدويًا ووضعه في مكانه ، ويمكن سحبه بشاحنة حمولتها 2 طن أو مركبة عالية الأداء متعددة الأغراض (HMMWV) ، ويمكن نقله بواسطة مروحيات بلاك هوك من طراز UH-60، أو يمكن إسقاطه بالمظلات بوحدات محمولة جواً.
يرفع حجم طلقات المدفع في هاوتزر إلى حد كبير للوزن الأقل انفجارًا للقذيفة مقارنةً بمدافع الهاوتزر التي يبلغ قطرها 155 ملم و 8 بوصة. يتم استبدال السلاح بواسطة سلسلة هاوايزر من طراز M119 105 ملم.

## المقاومة للتغيير
تم تجهيز الوحدات في البداية مع مدفع هاوتزر M101A1 ، وهو تقريبا نفس مدافع الهاوتزر 105 ملم الذي تم استخدامه لدعم القوات الأمريكية منذ الحرب العالمية الثانية. في عام 1966 تم استلام طائرة هاوتزر جديدة ، قطر M102 ، في فيتنام. تم إصدار أول سلاح من نوع M102 إلى الكتيبة الأولى وعددها 21 من المدفعية الميدانية، في مارس 1966. واستمر استبدال مدافع الهاوتزر القديمة بثبات خلال السنوات الأربع التالية.